# Famille von Hopffgarten
La famille von Hopffgarten (plus tard également Hopfgarten) est le nom d'une ancienne famille noble de Thuringe.

## Histoire
Un site de château dans le village du même nom, Hopfgarten, dans l'arrondissement thuringeois du pays de Weimar, se trouve dans les basses terres de la Gramme (de) et est considéré comme la demeure ancestrale des seigneurs de Hopfgarten, mentionnés à partir de 1247. Le premier membre de la famille mentionné dans un document est Siffrid de Hoppengarten, qui apparaît pour la première fois en 1262, avec qui commence la lignée familiale. Cependant, le château aurait été détruit lors de la guerre entre Erfurt et le landgrave Albert en 1303

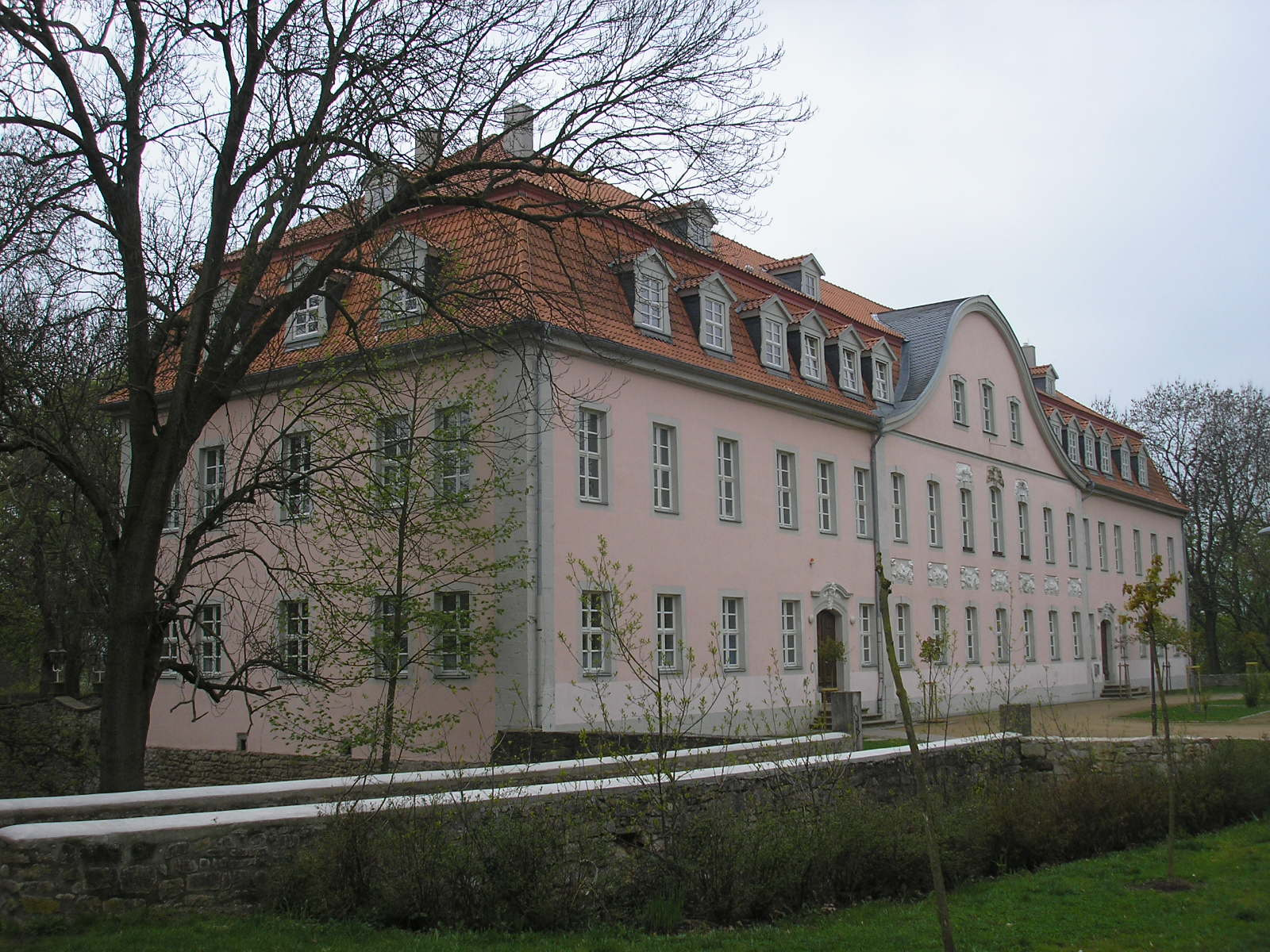

La famille, qui se présente comme l'acolyte du landgrave, est alors apparemment dédommagée par des biens dans la région de Schlotheim et de Mülverstedt. En 1425, Friedrich von Hopfgarten achète la ville et le château de Schlotheim (de) au comte Henri de Schwarzbourg. Les seigneurs de Hopfgarten forment un district seigneurial et judiciaire dans cette zone du Hainich et à l'est du Hörselberge (de). Schlotheim appartient à Schwarzbourg-Sondershausen à partir de 1571 et à Schwarzbourg-Rudolstadt à partir de 1599. En 1768, Maximilian Ernst von Hopffgarten fait démolir le château de Schlotheim et construire à sa place un palais baroque de 1773 à 1777. Georg Wilhelm von Hopffgarten (de) est élevé au rang de comte impérial dans le Vicariat impérial électoral saxon le 31 juillet 1790. La lignée du comte s'éteint en 1944. Une branche de la lignée Schlotheim s'établit dans la seconde moitié du XVIIIe siècle dans le Mecklembourg ; Le chasseur de cour Gideon Helmuth Ernst von Hopffgarten à Gustävel (aujourd'hui un quartier de Kuhlen-Wendorf) est accepté dans la noblesse mecklembourgeoise en 1790.

### Personnes et dates
- En 1262, Siegfried von Hopffgarten est témoin du moment où le margrave Albert de Landsberg autorise l'abbaye de Crantschwitz à acheter 1 000 fiefs à ses sujets[5].
- En 1267, Dominus Sigfridus de Hopffgarten est témoin du fait que le landgrave Albert le Dégénéré fait don de l'autel catholique de l'église de Neustadt (?). Confirme Weida[5].
- En 1280, Siegfried von Hopffgarten est témoin de la confirmation par le landgrave Albert de la propriété des églises de Plaue et de Gera à l'ordre Teutonique.
- 1316 Albert von Hopffgarten propose, entre autres, une comparaison entre le comte Hermann IV von Gleichen (de) (mort en 1343) et l'abbaye d'Erfurt.
- En 1425, Friedrich von Hopffgarten achète le château et la ville de Schlotheim au comte Heinrich (XXVI. ?) de Schwarzbourg.

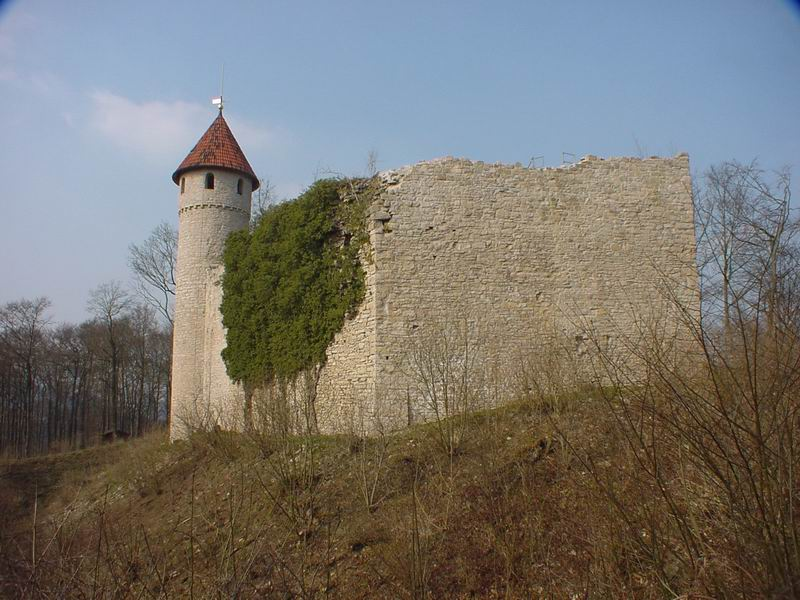

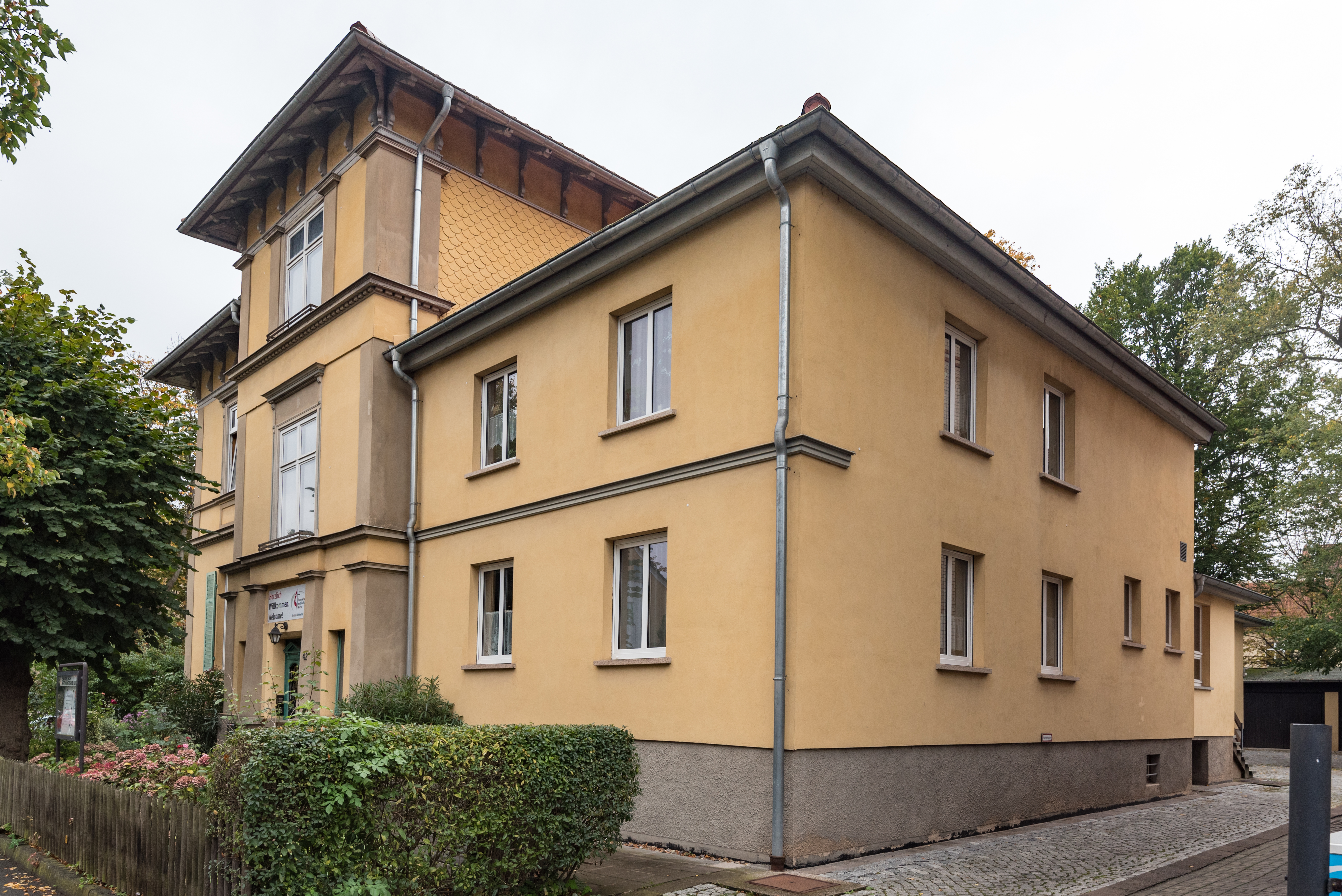
Villa Goethestraße 42, Eisenach, propriété familiale de 1915 à 1945

- Vers 1425, Friedrich von Hopfgarten apparaît pour la première fois en relation avec le château d'Haineck (de). Il devient copropriétaire de ce château pour une somme de mille marks, mais doit accepter qu'il soit toujours habité par un bailli de landgrave. Le droit de propriété est perdu dès 1437 lorsqu'il doit être racheté comme garantie d'une obligation de paiement. Finalement, en 1503, le château revient à la famille grâce à un emprunt, qui le conserve avec une courte interruption jusqu'en 1945. Vers 1550, ils construisent à proximité le château de Nazza (de), qu'ils vendent en 1816. La zone autour de Hallungen devient la cour d'Hopffgarten (de)[6].
- En 1440, les seigneurs de Hopffgarten vendent le château de Krayenburg (de) près de Tiefenort aux comtes Adolf et Siegmund von Gleichen.
- En 1463, dans une lettre de prêt du comte Johann von Beichlingen sur une partie de Marolterode, les frères Peter et Fritzsche von Hopfgarten sont nommés et les droits des frères Dietrich et Jürgen von Hopfgarten sont documentés[7].
- En 1773, Maximilian Ernst von Hopffgarten construit le château baroque de Schlotheim (de)[8].

Outre Nazza avec le château d'Haineck (de), la famille apparaît comme seigneurs aristocratiques et de cour dans les villes de Craula, Ebenshausen, Frankenroda, Hallungen, Lauterbach, Neukirchen ainsi qu'à Mülverstedt, Mechterstädt, Ebenheim, Weingarten et Burla. En 1714, les seigneurs de Teutleben vendent le village de Laucha à Georg Friedrich von Hopfgarten. Les possessions du duché de Saxe-Gotha forment la « Cour d'Hopffgarten (de) ».
Un certain Friedrich Wilhelm von Hopfgarten est le forestier en chef électoral saxon jusqu'en 1790 au pavillon de chasse de Grillenburg (de), au milieu de la forêt de Tharandt (de) près de Dresde, où se trouve encore une clé de voûte de 1779 avec ses initiales dans la cour du château.
Dans le registre d'inscription de Dobbertin il y a deux inscriptions de filles de la famille du maître chasseur de la cour von Hopffgarten de Gustävel des années 1790 à 1805 pour l'admission au monastère des femmes aristocratiques local. Les armoiries de Susanne Sophie Charlotte Elisabeth von Hopffgarten, décédée le 8 juin 1870 à Dobbertin, avec les armoiries de l'alliance sont accrochées à la galerie des religieuses dans l'église de l'abbaye.

## Personnalités

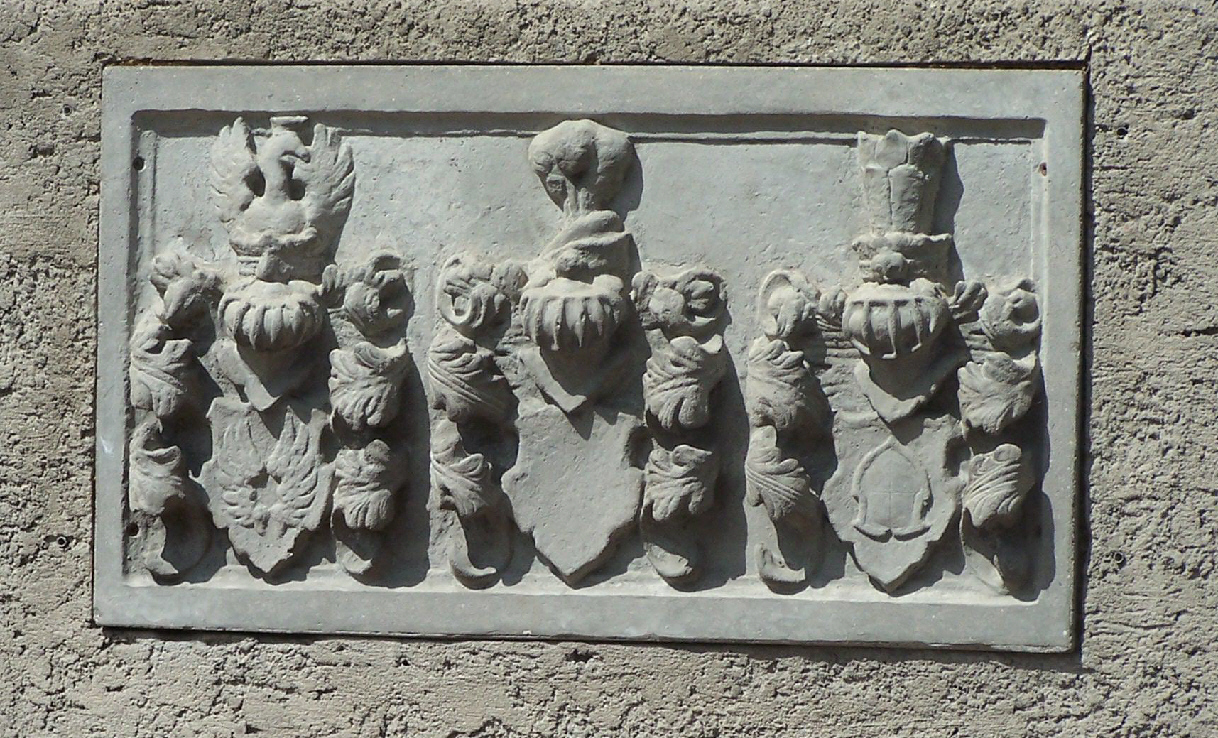
Armoiries du château de Nazza

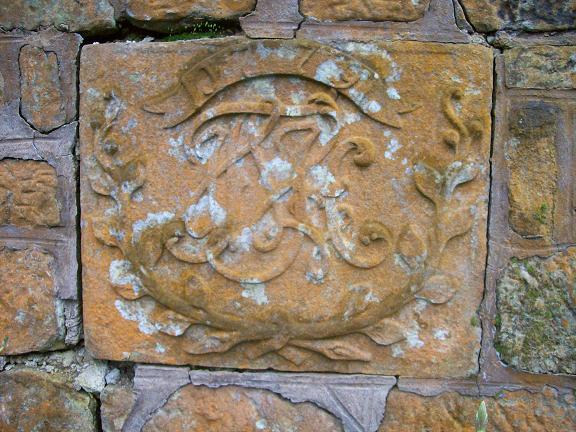
Initiales de Friedrich Wilhelm von Hopfgarten de 1779 au

### Ligne d'Hopffgarten (Mülverstedt)
- Ernst von Hopffgarten (né en 1948), artiste plasticien
- Siegrid von Hopffgarten apparaît à Mülverstedt à partir de 1262
- Marie-Sophie von Hopffgarten, née Dacheröden (de) (1713-1789), poète
- Hans Ernst von Hopffgarten mourut en 1757 et ne laisse aucun fils. La propriété d'Hopffgarten est divisée en trois parties jusqu'à ce que la veuve de Hans Ernst ait un fils, Friedrich Wilhelm Gottlieb von Hopffgarten (né le 19 septembre 1757), qui devient l'unique héritier du château de Haineck, de Zimmern et de Mülverstedt. Il est empoisonné par son oncle le 9 mai 1767[11].
- Carl Gottlob von Hopffgarten (de) (mort en 1765), doyen de la cathédrale
- Friedrich Abraham von Hopffgarten (de) (1702-1774), conseiller privé de la Saxe électorale et prévôt de la principauté épiscopale de Naumbourg (de)
- August Gottlob von Hopffgarten (de) (mort en 1776), juge et chanoine saxon

### Ligne «d'Hopffgarten à Haineck jusqu'à Nazza»
- Georg von Hopffgarten, chevalier de l'Ordre de Malte, conseiller privé et bailli de Haineck, est l'ancêtre de la branche d'Hopfgarten à Haineck zu Nazza.
- Georg Christoph von Hopffgarten était marié à Elisabeth von Greußen . Il fait construire le château Renaissance sur la commune de Nazza.
- Georg Wilhelm von Hopffgarten, fils de Georg Christoph von Hopffgarten, se marie deux fois. Il fait embellir davantage le château de Nazza, qui arbore les armoiries de son alliance .
- Hans Ernst von Hopffgarten (1671-1717), est lieutenant-colonel du duc de Saxe-Gotha-Altenbourg dans la garde du corps de Gotha et est marié à Deborah von Goldacker (de).
- Wilhelm Heinrich von Hopfgarten est propriétaire des ruines du château de Haineck jusqu'en 1945.

### Ligne d'Hopffgarten (Schlotheim)
- Friedrich von Hopffgarten achète le château et la ville de Schlotheim au comte Henri de Schwarzbourg en 1425.
- Ernst von Hopffgarten (de) (1797-1862) officier et diplomate du Mecklembourg

### Autres membres notables
- Hans-Joachim von Hopffgarten (de) (1915-2000), officier, lieutenant général de la Bundeswehr
- Max von Hopffgarten (de) (1861-1941), général de division saxon

## Blason

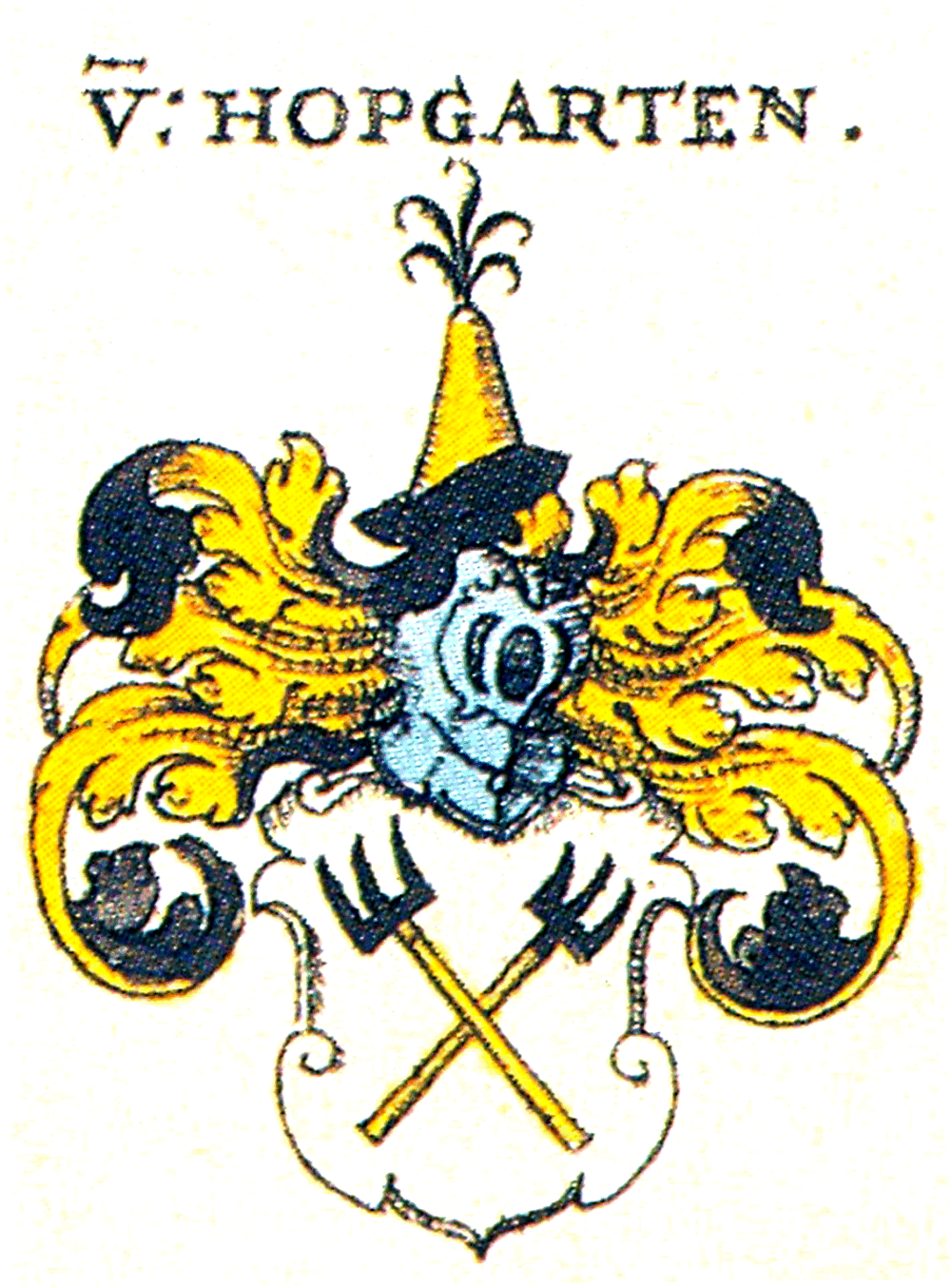
Armoiries de la famille von Hopfgarten dans le livre des armoiries de Siebmacher de 1605.

- Les armoiries de la famille montrent deux fourchettes de combat dorées à trois branches sur des manches noirs, croisées vers le haut en diagonale. Sur le casque aux couvertures noires et dorées se trouve un chapeau pointu noir, à revers et doré, décoré de cinq plumes noires.
- Les armoiries de la tribu Schlotheim montrent en or deux fourchettes de combat en argent à trois dents croisées en diagonale vers le haut sur des manches noirs. Sur le casque aux couvertures noires et dorées, cinq plumes d'autruche noires et dorées alternées.